# تراویلاه (مریلند)
تراویلاه (به انگلیسی: Travilah) شهری در ایالت مریلند کشور ایالات متحده آمریکا است که جمعیت آن در سرشماری سال ۲۰۱۰ میلادی، ۱۲٬۱۵۹ نفر بوده‌است.